# Manes
Manes – zespół z Trondheim w Norwegii, założony w 1993 roku. Obecnie zapisani do wytwórni Candlelight Records, początkowo do Hammerheart Records. Zespół zaczął od grania typowego, surowego norweskiego black metalu. Styl grupy wyewoluował wraz z albumem Vilosophe, na którym zespół kompletnie zmienił styl łącząc Jazz, Trip-hop, electronica oraz Heavy metal. 
W 2004 roku zespół wystąpił na Inferno Metal Festival.

## Członkowie

### Aktualni
- Cernunnus - gitary, elektronika
- Eivind Ford - gitary
- Torstein Parelius - bass

### Muzycy sesyjni
- Tor Arne Helgesen - perkusja na trasie oraz na albumie "Also in Atrox"
- Asgeir Hatlen - wokal
- Rune Hoemsnes - instrumenty perkusyjne

### Założyciele
- Sargatanas - wokal (przed Vilosophe)
- Tommy Sebastian - wokal (na Vilosophe i na żywo)
- Krell - bass
- Pilsen - syntezator
- Trond - gitara (na żywo)
- Knarr - perkusja

## Dyskografia

### Albumy
- Under Ein Blodraud Maane (1999, Hammerheart Records)
- Vilosophe (2003, Code666 Records)
- 1993-1994 (LP, 2005, Kyrck Productions)
- Svarte Skoger (Demo compilation album, 2006, Kyrck Productions)
- How the world came to an end (2007, Candlelight Records)
- Be All End All (2014, Debemur Morti Productions)
- Slow Motion Death Sequence (2018, Debemur Morti Productions)

### Demo oraz EP
- Maanens Natt (Demo, 1993)
- Ned i Stillheten (Demo, 1994)
- Til Kongens Grav de Døde Vandrer (Demo, 1995)
- [view] (EP, 2006, Aural Music)
- Reinvention (remixes web download 2008)